# Märabotjärnen
Märabotjärnen är en sjö i Härnösands kommun i Ångermanland och ingår i Ångermanälven-Gådeåns kustområde. Sjöns area är 0,041 kvadratkilometer och den befinner sig 127 meter över havet.